# Primula gaubaeana
Primula gaubaeana är en viveväxtart som beskrevs av Joseph Friedrich Nicolaus Bornmüller. Primula gaubaeana ingår i släktet vivor, och familjen viveväxter. Inga underarter finns listade i Catalogue of Life.